# 阿蒂尔·博谢
阿蒂尔·博谢（法語：Arthur Bauchet，2000年10月10日—），法国男子高山滑雪运动员。他曾代表法国参加2018年和2022年冬季残疾人奥林匹克运动会高山滑雪比赛，获得三枚金牌、四枚银牌和一枚铜牌。